# Ivo Rubić
Ivo Rubić (Sumartin, 15. siječnja 1897. – Rogač (Šolta), 2. travnja 1961.), hrvatski zemljopisac i antropogeograf.

## Životopis

### Mladost i obrazovanje
Rodio se je na otoku Braču, gdje mu je otac službovao kao financijski službenik. Otac mu se je rodio u Katunima u župi Radobilji. U Sumartinu je završio osnovnu školu. Bio je izvrstan učenik. Obitelj nije bila imovinskog stanja za ga moći dalje školovati. Smjestili su ga u splitsko sjemenište gdje je stekao gimnazijsku naobrazbu. Ratne 1915. završio je srednju školu. Poslijeratne 1919. završio je bogoslovlje u Zadru.
Zaredio se je za svećenika. Oduševio se zemljopisom. Dobio je stipendiju za studij zemljopisa na novoosnovanom Filozofskom fakultetu u Ljubljani. Studirao na sveučilištima u Zagrebu, Beču i Ljubljani. Doktorska promocija mu je bila 1923. godine u Ljubljani.

### Znanstveno-istraživačko rad
Od godine 1924. bio je asistentom na Zemljopisnom institutu ljubljanskog Sveučilišta. Zaslužan za razvoj zemljopisne znanosti u Sloveniji. Dio je hrvatskog naraštaja zemljopisaca koja je u Ljubljani osnovala Geografsko društvo 1922. godine, kojem je iste godine postao prvi predsjednik i doživotni član. U tom je društvu bio predavačem sljedeće dvije godine. Također je u tom razdoblju pridonio slovenskoj znanosti osnovavši slovenski zemljopisni znanstveni časopis koji je bio glasilo društva, časopis Geografski vestnik. Za taj je list pisao stručne članke.
Jedan je od osnivača i Hrvatskog geografskoga društva. Za profesora je položio 1924. godine te je još iste godine predavao u Splitu na biskupskoj klasičnoj gimnaziji. Predavao na Ženskoj realnoj gimnaziji sve do 1941. godine i talijanske okupacije Splita. Pridonio je osnivanju Pomorskog muzeja u Splitu, kojem je bio prvi rukovoditelj. Taj muzej otvoren je 1925. godine. Usavršavao se je u Berlinu gdje je 1930./31. studirao antropogeografiju i u Francuskoj.
Domoljubnim pisanjem zamjerio se fašističkoj Italiji. Napisao je knjigu Talijani na Primorju Kraljevine Jugoslavije zbog čega su ga fašisti označili neprijateljem i bio je predmetom njihovih napada. Jedan od glavnih propagatora hrvatskoga mora, primorja i pomoraca, zainteresirao široke mase i mladež za probleme mora i pomorstva. Živo djelovao na osnivanju i organiziranju Jadranske straže, društva koje je u međuratnom razdoblju promicalo pomorsku orijentaciju države i preduvjete za budući položaj ondašnje države na Sredozemlju.
U Drugom svjetskom ratu prebjegao je odmah u NDH. Prvo je bio u Zagrebu 1941., pa sljedeće tri godine u Brodu na Savi učitelj i nastavnik, a školske godine 1944./45. bio je u Križevcima učitelj i nastavnik. Od 1946. radi u Geografskome zavodu Filozofskoga fakulteta u Zagrebu.
Poslije rata pri zagrebačkom Sveučilištu osnovan je Prirodoslovno-matematički fakultet. Rubić je pozvan za profesora antropogeografije. Ondje je predavao u svojstvu docenta od 1946. do 1949. godine. Godine 1949. stekao je naslov izvanrednog profesora a od 1953. redoviti je profesor zemljopisa. Njegov je učenik bio budući hrvatski akademik Josip Roglić. Skupa su radili pri organizaciji novog Geografskog instituta te izrađivanju plana i programa nastave zemljopisa. Rubić i Roglić su važni i za političku povijest Hrvatske. Sudjelovali su u radu Komisije za razgraničenje Italije i Jugoslavije pri vladi NR Hrvatske i FNR Jugoslavije 1945./46. godine.
Područje njegova znanstvenog zanimanja i istraživanja bili su Jadran i Sredozemlje, zatim antropogeografija (socijalni zemljopis hrvatskih otoka i priobalja), regionalni i ekonomski zemljopis te teorijski pristup zemljopisu. Bio je suradnik Leksikografskoga zavoda Miroslav Krleža. Bio je vodeći antropogeograf u Hrvatskoj i cijeloj ondašnjoj Jugoslaviji. Borio se da zemljopisna znanost ne ostane ograničena samo na geomorfologiju i morfogenetiku, nego da bude sveobuhvatna, u čemu se osjeća trag njegova klasičnog obrazovanja gdje ga je privlačila humanistička antropogeografska problematika, više od čisto prirodnjačke morfologije koju nikad nije zanemario.
Rubić je pokopan u crkvi svojih predaka u obiteljskoj grobnici, u Radobilji, na granici Kreševa i Katuna.

## Djela
(izbor)
- Naši otoci na Jadranu (1926.)[4]
- Naša međa prema Italiji (1926.)[5]
- Ispaša na Biokovi (1929.)
- Talijani na primorju Kraljevine Jugoslavije (1930.)[6]
- Split i njegova okolica (1930.)[7]
- Nova Njemačka (1931.)[8]
- Jadranska straža i njena svrha (1932.)[9]
- Po zapadnom Mediteranu (1933.)[10]
- Međe našeg Primorja (1936.)
- Mali oblici na obalnom reljefu istočnog Jadrana (1937.)
- Naši otoci na Jadranu (1952.)[11]
- Slavonski i Bosanski Brod (1953.)[12]
- Geografija svijeta: u četiri knjige (suautor, 1954. – 1956.)[13]
- Zemlja i čovjek: osnovi antropogeografije (1956.)
- Evropsko-azijsko-afrički Mediteran: kratka geografska studija (1959.)[14]
- Antropogeografija Zadra (u rukopisu)

Rubić je također autor više udžbenika i brojnih znanstvenih radova.

## Vanjske poveznice
Mrežna mjesta
- Povezani zapisi: Rubić, Ivo, DiZbi.HAZU -  Digitalna zbirka Hrvatske akademije znanosti i umjetnosti